# Associazione Calcio Monza Brianza 1912 2006-2007
Questa voce raccoglie le informazioni riguardanti l'Associazione Calcio Monza Brianza 1912 nelle competizioni ufficiali della stagione 2006-2007.

## Stagione
Nella stagione 2006-2007 il Monza disputa il girone A del campionato di Serie C1, con 54 punti ottiene il quinto posto, con diritto a disputare i Play-off. Vince il doppio confronto di semifinale contro il Venezia, ma perde il doppio confronto di finale, con il Pisa. Salgono in Serie B il Grosseto ed il Pisa. La squadra brianzola allenata da Giuliano Sonzogni ottiene 27 punti sia nel girone di andata, ché nel girone di ritorno, quindi con un percorso regolare, mentre il girone di andata è stato vinto dal Sassuolo, il girone di ritorno è stato dominato dal Grosseto. Peccato per il finale amaro, con la rete decisiva subita a Pisa al minuto 118, a due minuti dal termine del secondo tempo supplementare, costata la promozione. Profeta in patria, il monzese Matteo Beretta, cresciuto nel Brugherio, risulta il miglior realizzatore stagionale dei biancorossi, con 13 reti in campionato. Nella Coppa Italia i brianzoli nel primo turno hanno superato il Bari, mentre nel secondo turno hanno perso contro la Lazio (3-4) ai calci di rigore. Nella Coppa Italia di Serie C il Monza entra ed esce di scena negli ottavi di finale, superato dal Bassano.

## Rosa
| N. |                            | Ruolo | Calciatore          |
| -- | -------------------------- | ----- | ------------------- |
|    | Gambia (bandiera)          | D     | Simon Barjie        |
|    | Italia (bandiera)          | A     | Matteo Beretta      |
|    | Italia (bandiera)          | D     | Dario Bergamelli    |
|    | Italia (bandiera)          | A     | Alberto Bertolini   |
|    | Italia (bandiera)          | A     | Massimo Borgobello  |
|    | Italia (bandiera)          | D     | Christian Campi     |
|    | Italia (bandiera)          | C     | Valerio Capocchiano |
|    | Italia (bandiera)          | C     | Salvatore Carboni   |
|    | Italia (bandiera)          | P     | Fabio Carrara       |
|    | Italia (bandiera)          | P     | Emanuele Concetti   |
|    | Italia (bandiera)          | C     | Gianluca Coti       |
|    | Gambia (bandiera)          | C     | Morgan Egbedi       |
|    | Rep. Dominicana (bandiera) | C     | Vinicio Espinal     |
|    | Italia (bandiera)          | C     | Andrea Gentile      |
|    | Italia (bandiera)          | C     | Luigi Giandomenico  |
|    | Italia (bandiera)          | C     | Luca Gualtieri      |
|    | Italia (bandiera)          | D     | Andrea Guerra       |

| N. |                       | Ruolo | Calciatore              |
| -- | --------------------- | ----- | ----------------------- |
|    | Italia (bandiera)     | C     | Alex Gibbs              |
|    | Italia (bandiera)     | A     | Marco Guidone           |
|    | Italia (bandiera)     | C     | Vincenzo Iacopino       |
|    | Belgio (bandiera)     | C     | Laurent Kwembeke        |
|    | Brasile (bandiera)    | D     | Fabiano Medina da Silva |
|    | Italia (bandiera)     | C     | Roberto Menassi         |
|    | Italia (bandiera)     | C     | Cataldo Montesanto      |
|    | Italia (bandiera)     | A     | Alessandro Mosca        |
|    | Italia (bandiera)     | D     | Gabriele Perico         |
|    | Italia (bandiera)     | P     | Ivano Rotoli            |
|    | Italia (bandiera)     | C     | Filippo Savi            |
|    | Italia (bandiera)     | C     | Giovanni Speranza       |
|    | Italia (bandiera)     | D     | Alessandro Tamai        |
|    | Portogallo (bandiera) | A     | Diogo Tavares           |
|    | Italia (bandiera)     | C     | Fabio Tricarico         |
|    | Italia (bandiera)     | C     | Salvatore Vicari        |
|    | Italia (bandiera)     | D     | Marco Zaffaroni         |

## Organigramma societario
Area direttiva
- Presidente: Giovanni Battista Begnini
- Amministratore delegato: Gianluca Begnini
- Direttore generale: Andrea Amighetti

Area organizzativa
- Segretaria generale: Marinella Farina
- Team manager: Diego Foresti

Area comunicazione
- Addetto stampa: Marco Ravasi

Area marketing
- Responsabile marketing: Pietro Cortinovis

Area tecnica
- Allenatore: Giuliano Sonzogni
- Allenatore in seconda: Francesco Farina
- Preparatore atletico: Ruben Scotti
- Preparatore dei portieri: Enrico Lattuada

Area sanitaria
- Medici sociali: Dott. Claudio Locatelli e Dott. Luigi Besana
- Massaggiatore: Valentino Zagheno

## Calciomercato

### Sessione estiva
| Acquisti | Acquisti                | Acquisti             | Acquisti   |
| R.       | Nome                    | da                   | Modalità   |
| -------- | ----------------------- | -------------------- | ---------- |
| C        | Luigi Giandomenico      | Ancona               | definitivo |
| C        | Luca Gualtieri          | ?                    | ?          |
| D        | Andrea Guerra           | Südtirol             | definitivo |
| C        | Vincenzo Iacopino       | Sampdoria            | definitivo |
| C        | Laurent Kwembeke        | Couillet-La Louvière | definitivo |
| D        | Fabiano Medina da Silva | Lucchese             | definitivo |
| P        | Ivano Rotoli            | Spezia               | definitivo |
| C        | Giovanni Speranza       | ?                    | definitivo |
| D        | Alessandro Tamai        | ?                    | definitivo |
| C        | Salvatore Vicari        | Cisco Roma           | definitivo |

| Cessioni | Cessioni              | Cessioni         | Cessioni   |
| R.       | Nome                  | a                | Modalità   |
| -------- | --------------------- | ---------------- | ---------- |
| P        | Liam Ardigò           | ?                | ?          |
| C        | Luca Brambilla        | USO Calcio       | definitivo |
| A        | Cristiano Giaretta    | Pro Sesto        | definitivo |
| C        | Michele Magrin        | Atalanta         | ?          |
| D        | Matteo Melani         | ?                | svincolato |
| A        | Rubens Pasino         | Boca San Lazzaro | definitivo |
| C        | Marco Piovanelli      | Sanremese        | definitivo |
| C        | Alessandro Pontarollo | Ivrea            | definitivo |
| D        | Gleison Pinto Santos  | AlbinoLeffe      | definitivo |
| C        | Cristiano Scazzola    | Pisa             | definitivo |

### Sessione invernale
| Acquisti | Acquisti           | Acquisti    | Acquisti   |
| R.       | Nome               | da          | Modalità   |
| -------- | ------------------ | ----------- | ---------- |
| D        | Dario Bergamelli   | Salernitana | prestito   |
| C        | Andrea Gentile     | Crotone     | definitivo |
| C        | Cataldo Montesanto | Napoli      | prestito   |
| P        | Ivano Rotoli       | Spezia      | prestito   |
| C        | Filippo Savi       | Parma       | prestito   |
| A        | Diogo Tavares      | Genoa       | prestito   |
| C        | Salvatore Vicari   | Cisco Roma  | definitivo |

| Cessioni | Cessioni           | Cessioni   | Cessioni   |
| R.       | Nome               | a          | Modalità   |
| -------- | ------------------ | ---------- | ---------- |
| C        | Salvatore Carboni  | Grosseto   | ?          |
| P        | Emanuele Concetti  | Chievo     | definitivo |
| C        | Morgan Egbedi      | Varese     | definitivo |
| C        | Vinicio Espinal    | Crotone    | definitivo |
| C        | Luigi Giandomenico | Cisco Roma | definitivo |
| A        | Marco Guidone      | Catanzaro  | ?          |
| C        | Alessandro Tamai   | Chievo     | ?          |

## Risultati

### Campionato

#### Girone di andata
| Arbitro: | Candussio (Cervignano del Friuli) |

|                                         |           |             |
| Capocchiano 38’ Beretta 49’, 56’, 90+3’ | Marcatori | 11’ Morelli |

| Arbitro: | Didato (Agrigento) |

|  |           |                                                                    |
|  | Marcatori | 13’ (rig.) Coti 27’ (aut.) A. Citterio 51’, 58’ Egbedi 66’ Beretta |

| Arbitro: | Zanardo (Conegliano) |

|                            |           |                |
| Coti 71’ (rig.) Egbedi 83’ | Marcatori | 39’ Carparelli |

| Arbitro: | La Rocca (Ercolano) |

|                          |           |                                 |
| M. Moro 23’ Taccucci 71’ | Marcatori | 22’ (rig.) Campi 75’ V. Espinal |

| Arbitro: | Ferrandini (Sondrio) |

|             |           |  |
| Beretta 27’ | Marcatori |  |

| Arbitro: | Mannella (Avezzano) |

|               |           |                 |
| Bertani 45+1’ | Marcatori | 6’, 33’ Beretta |

| Monza 15 ottobre 2006 7ª giornata | Monza              | 0 – 0 | Grosseto | Stadio Brianteo\| Arbitro: \| Calvarese (Teramo) \| |
| Arbitro:                          | Calvarese (Teramo) |       |          |                                                     |

| Arbitro: | Scoditti (Bologna) |

|                                 |           |  |
| La Grottería 14’ Sinigaglia 56’ | Marcatori |  |

| Monza 29 ottobre 2006 9ª giornata | Monza               | 0 – 0 | Pro Sesto | Stadio Brianteo\| Arbitro: \| Barletta (Bernalda) \| |
| Arbitro:                          | Barletta (Bernalda) |       |           |                                                      |

| Arbitro: | Manera (Castelfranco Veneto) |

|             |           |  |
| Beretta 71’ | Marcatori |  |

| Arbitro: | Barbirati (Ferrara) |

|  |           |                           |
|  | Marcatori | 47’ Bertolini 64’ Beretta |

| Monza 19 novembre 2006 12ª giornata | Monza                | 0 – 0 | Pisa | Stadio Brianteo\| Arbitro: \| Cavarretta (Trapani) \| |
| Arbitro:                            | Cavarretta (Trapani) |       |      |                                                       |

| Arbitro: | Pinzani (Empoli) |

|                |           |            |
| De Gasperi 25’ | Marcatori | 1’ Fabiano |

| Arbitro: | Peruzzo (Schio) |

|  |           |                         |
|  | Marcatori | 51’ Piccioni 79’ Pagani |

| Arbitro: | Tozzi (Lido di Ostia) |

|                     |           |  |
| J. Espinal 36’, 71’ | Marcatori |  |

| Arbitro: | Forconi (Aprilia) |

|                        |           |                                                           |
| Beretta 54’ Egbedi 58’ | Marcatori | 3’ Clemente 8’ Musetti 10’ Fiasconi 50’ M. Sala 88’ Cangi |

| Pizzighettone 23 dicembre 2006 17ª giornata | Pizzighettone   | 0 – 0 | Monza | Stadio Comunale\| Arbitro: \| Manna (Isernia) \| |
| Arbitro:                                    | Manna (Isernia) |       |       |                                                  |

#### Girone di ritorno
| Arbitro: | Guerriero (Catanzaro) |

|             |           |  |
| Dal Rio 52’ | Marcatori |  |

| Arbitro: | Valeri (Roma) |

|             |           |  |
| Fabiano 39’ | Marcatori |  |

| Cremona 28 gennaio 2007 20ª giornata | Cremonese           | 0 – 0 | Monza | Stadio Giovanni Zini\| Arbitro: \| La Rocca (Ercolano) \| |
| Arbitro:                             | La Rocca (Ercolano) |       |       |                                                           |

| Arbitro: | Barbirati (Ferrara) |

|                                  |           |           |
| Bertolini 31’ Fabiano 39’ (rig.) | Marcatori | 10’ Cocco |

| Arbitro: | Mannella (Avezzano) |

|              |           |               |
| Veronese 26’ | Marcatori | 29’ Bertolini |

| Arbitro: | Zanardo (Conegliano) |

|                     |           |             |
| Iacopino 64’ (rig.) | Marcatori | 16’ Guidoni |

| Arbitro: | Baratta (Salerno) |

|             |           |               |
| Zizzari 61’ | Marcatori | 24’ Bertolini |

| Arbitro: | Vuoto (Livorno) |

|                    |           |  |
| Fabiano 10’ (rig.) | Marcatori |  |

| Arbitro: | Cavarretta (Trapani) |

|  |           |                           |
|  | Marcatori | 13’ Beretta 57’ Bertolini |

| Pistoia 25 marzo 2007 27ª giornata | Pistoiese                    | 0 – 0 | Monza | Stadio Comunale\| Arbitro: \| Tommasi (Bassano del Grappa) \| |
| Arbitro:                           | Tommasi (Bassano del Grappa) |       |       |                                                               |

| Arbitro: | Candussio (Cervignano del Friuli) |

|                                        |           |                                 |
| Bertolini 21’ Iacopino 83’ Beretta 85’ | Marcatori | 17’ Carruezzo 41’ F. Di Gennaro |

| Arbitro: | Palazzino (Ciampino) |

|                            |           |                         |
| Ciotola 32’ Ferrigno 90+2’ | Marcatori | 1’, 58’ (rig.) Iacopino |

| Arbitro: | La Rocca (Ercolano) |

|                     |           |                             |
| Iacopino 53’ (rig.) | Marcatori | 39’ Giacobbo 79’ Meggiorini |

| Arbitro: | Valeri (Roma) |

|                     |           |                          |
| Selva 40’ Erpen 53’ | Marcatori | 36’ Iacopino 86’ Beretta |

| Monza 29 aprile 2007 32ª giornata | Monza                | 0 – 0 | Novara | Stadio Brianteo\| Arbitro: \| Taverna (Taurianova) \| |
| Arbitro:                          | Taverna (Taurianova) |       |        |                                                       |

| Arbitro: | Palazzino (Ciampino) |

|                |           |             |
| Dalla Bona 47’ | Marcatori | 48’ Menassi |

| Arbitro: | C. Russo (Nola) |

|                         |           |            |
| Tavares 9’ Iacopino 37’ | Marcatori | 19’ Astori |

### Play-off
| Arbitro: | Tommasi (Bassano del Grappa) |

|  |           |                  |
|  | Marcatori | 27’ (rig.) Selva |

| Arbitro: | Pinzani (Empoli) |

|                             |           |                                               |
| Selva 52’ Guerra 78’ (aut.) | Marcatori | 21’ Zaffaroni 35’, 55’ Borgobello 59’ Beretta |

| Arbitro: | C. Russo (Nola) |

|                    |           |  |
| Fabiano 76’ (rig.) | Marcatori |  |

| Arbitro: | Valeri (Roma) |

|                           |           |  |
| Ceravolo 39’ Ciotola 118’ | Marcatori |  |

### Coppa Italia
| Arbitro: | Orsato (Schio) |

|            |           |  |
| Egbedi 81’ | Marcatori |  |

| Arbitro: | Tagliavento (Terni) |

|                                     |                      |                                           |
| M.Beretta 90+1’                     | Marcatori            | 10’ Zauri                                 |
| Campi Coti Tricarico Santos Beretta | Tiri di rigore 2 – 3 | Rocchi Tare Belleri C. Manfredini Ledesma |

#### Ottavi di Finale
| Arbitro: | Candussio (Cervignano del Friuli) |

|          |           |  |
| Dorio 5’ | Marcatori |  |

| Arbitro: | G. Stefanini (Livorno) |

|                         |           |                        |
| Coti 26’ Borgobello 43’ | Marcatori | 34’ Pavesi 90+3’ Pirri |